# Пожар в отеле «Вайнкофф»
Пожар в отеле «Вайнкофф» — самый смертоносный в американской истории пожар в отеле, произошедший 7 декабря 1946 года, в результате которого погибло 119 человек, включая первоначальных владельцев отеля. Расположенный по адресу: 179 Пичтри-стрит в Атланте, штат Джорджия, отель «Вайнкофф» рекламировался как «абсолютно пожаробезопасный». В то время как стальная конструкция отеля действительно была защищена от воздействия огня, его внутренняя отделка была горючей, а система выхода из здания состояла из одной лестницы, обслуживающей все пятнадцать этажей. Все жильцы отеля, находившиеся выше очага возгорания на третьем этаже, оказались в ловушке, а выжившие при пожаре либо были спасены из окон верхних этажей, либо запрыгнули в сети, которые держали пожарные.
Несколько жертв разбились насмерть. Фотография падения одного из выживших получила Пулитцеровскую премию в области фотографии за 1947 год. Пожар, последовавший за пожаром в отеле «Ла Саль» в Чикаго 5 июня 1946 года (в результате которого погиб 61 человек), и пожаром в отеле «Canfield» в Дубьюке, штат Айова, также произошедшим 9 июня 1946 года (в результате которого погибло 19 человек), привел к значительным изменениям в строительных нормах Северной Америки, которые, в первую очередь, требовали наличия множества защищенных выходов и самозакрывающихся огнестойких дверей для номеров в отелях.

## Отель «Вайнкофф»
Отель «Вайнкофф» (ныне отель «Эллис») открылся в 1913 году как одно из самых высоких зданий в Атланте, штат Джорджия. Здание со стальным каркасом было построено на небольшом участке размером 62,75 фута (19,13 м) на 70 футов (21 м), ограниченном Пичтри-стрит, Эллис-стрит и переулком, с площадью 4386 квадратных футов (407,5 м2) на этаж. Гостевые комнаты простирались с третьего по пятнадцатый этажи, по пятнадцать комнат на этаже. Коридоры на гостевых этажах были расположены в форме буквы Н, с двумя лифтами и ведущими вверх лестничными маршами, ведущими в поперечные залы, и противоположными лестничными маршами, идущими вниз и сходящимися на одной площадке у основания буквы Н . Единственная лестница, выполненная из негорючей конструкции, не была закрыта огнестойкими дверьми. В то время как использование нескольких лестниц становилось обычной практикой в высотных зданиях, Строительный кодекс Атланты от 1911 года разрешал зданиям площадью менее 5000 квадратных футов (460 м2) иметь одну лестницу. Стальная конструкция была защищена структурной глиняной плиткой и огнестойким бетоном. Отель рекламировался в рекламе и на фирменных бланках как «абсолютно пожаробезопасный».
Внутренние перегородки, включая стены между коридорами и комнатами для гостей, были выложены пустотелой глиняной плиткой, покрытой штукатуркой. Двери комнат были сделаны из дерева толщиной 1,5 дюйма (3,8 см), с подвижными фрамугами над каждой дверью для вентиляции между комнатами и коридорами, которые закрывались деревянной панелью толщиной менее 1,3 см. Стены коридора были отделаны крашеной мешковиной, доходившей до высоты деревянных панелей. Номера для гостей были оклеены семью слоями обоев. В отеле была центральная система пожарной сигнализации, управляемая вручную со стойки регистрации, и стояк со шлангами на каждом этаже. Автоматической системы пожаротушения не было.
Отель «Вайнкофф» находился в двух кварталах от двух машин пожарно-спасательной службы Атланты и двух лестничных отрядов, один из которых находился в тридцати секундах езды от здания.

## Пожар

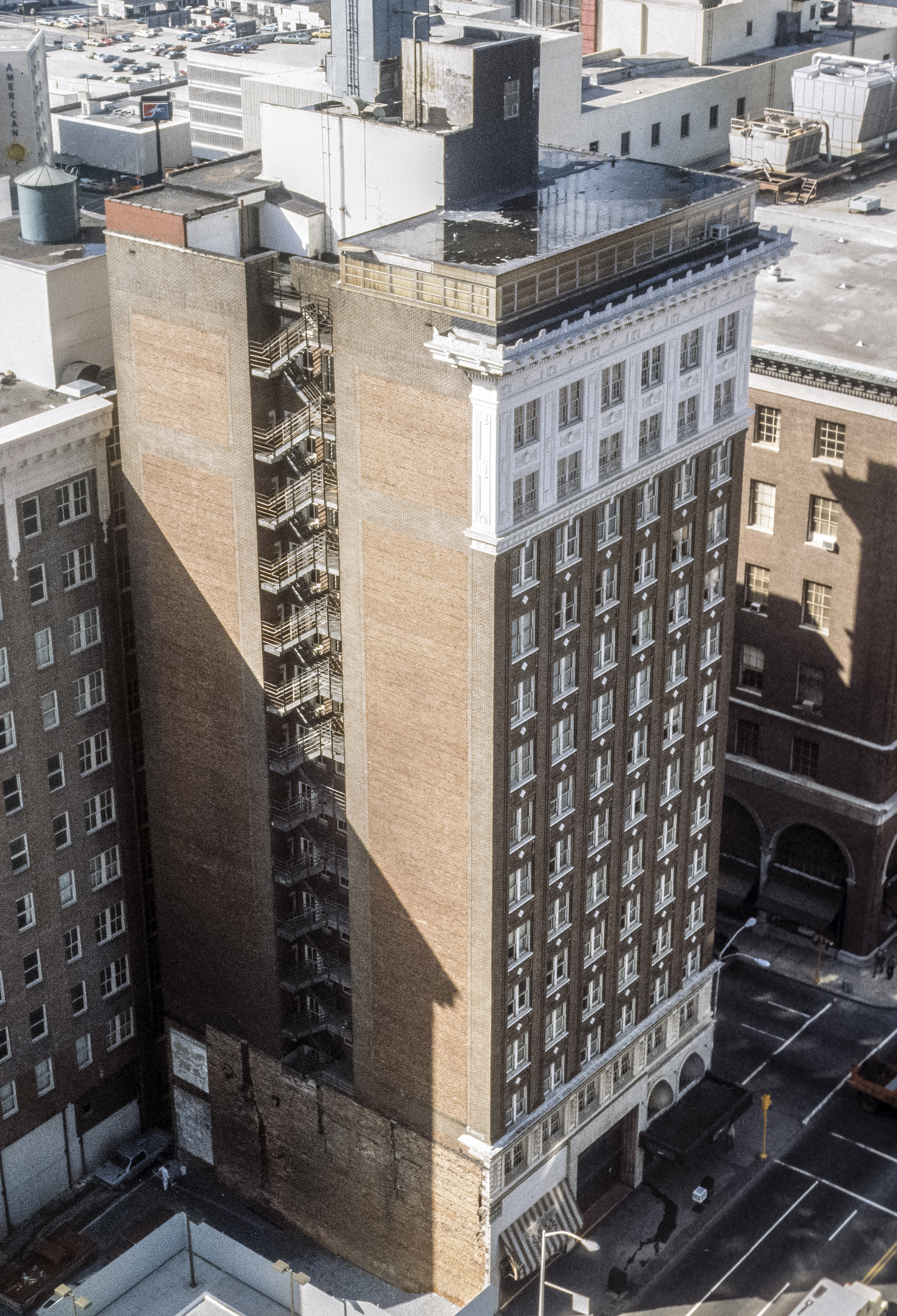
Задняя часть отеля «Вайнкофф» с пожарной лестницей, добавленной во время реконструкции после пожара

Очаг возгорания находился в западном коридоре третьего этажа, где матрас и стул были временно вынесены в коридор, недалеко от лестницы, ведущей на четвёртый этаж. По одной из версий, матрас или другие горючие материалы в коридоре могли воспламениться от брошенной сигареты. Пожар был впервые замечен около 3:15 ночи коридоным, который поднялся на пятый этаж, чтобы помочь гостю, и оказался в ловушке. Однако первый (и единственный) звонок в пожарную службу был сделан в 3:42 ночи ночным администратором, который, как сообщалось, пытался предупредить гостей о пожаре по телефону. Пожарная тревога в здании не сработала, хотя к тому времени с верхних этажей в любом случае невозможно было выбраться. Выживший рассказал, что его разбудили крики людей из-за чего он и узнал о пожаре.

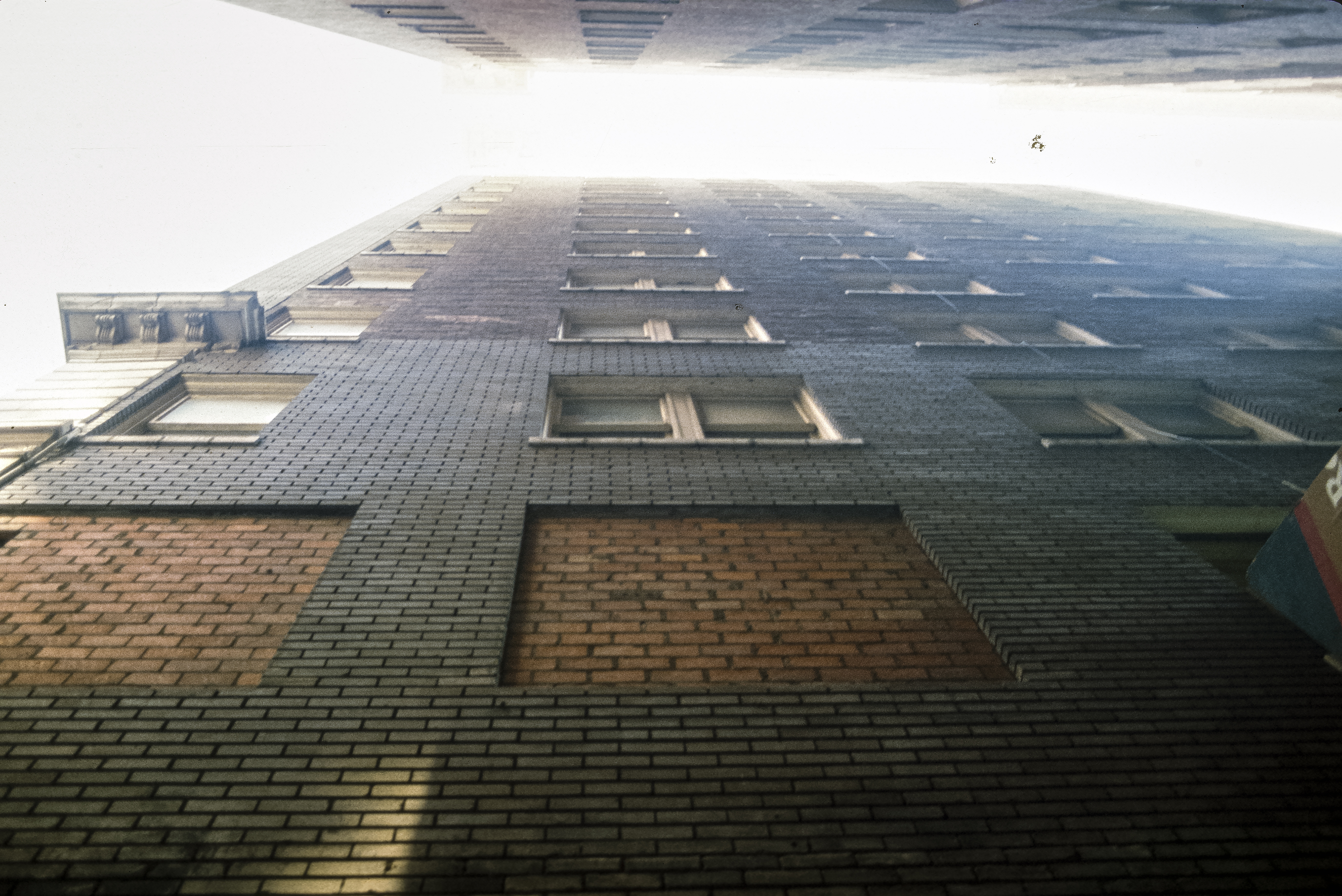
Переулок между «Вайнкоффом» и зданием «Карнеги-билдинг»

Первые бригады пожарных и спасателей прибыли в течение тридцати секунд после вызова. К тому времени люди уже выпрыгивали из окон. Пожарные лестницы могли подниматься только на половину высоты здания, и многие гости были спасены таким образом. Другие люди были спасены с помощью лестниц, расположенных горизонтально поперек переулка, к соседнему зданию.
Изначально распространение огня было затруднено из-за расположения лестниц. Хотя лестница не была закрыта дверями, в конструкции были предусмотрены ступени для подъёма и спуска за углом друг от друга, что препятствовало быстрому подъёму огня и горячего газа по лестнице. Огонь не распространился ни через закрытые шахты лифтов, ни через прачечные или почтовые лотки. Открытые фрамуги между комнатами и коридорами пропускали свежий воздух для горения, что в конечном итоге создало эффект дымохода, и огонь поднялся на все этажи, кроме двух верхних. Распространившись по коридорам, огонь перекинулся на обшивку стен из мешковины и воспламенил двери и фрамуги в комнатах. Двери и фрамуги прогорели на всех этажах, кроме четырнадцатого и пятнадцатого. Гости открыли окна в поисках свежего воздуха и спасательных средств, что ещё больше способствовало притоку свежего воздуха к огню. Расследование пожара показало, что открытая фрамуга была тесно связана с возгоранием данной гостевой комнаты и её содержимого.

### Пожарные
Пожарным мешали падающие тела, а в некоторых случаях они были ими ранены. Несколько гостей связали простыни и попытались спуститься вниз. Другие неправильно оценили проход шириной в десять футов между задней частью «Вайнкоффа» и зданием «Карнеги-билдинг» и попытались перепрыгнуть через него. Пожарная служба Атланты собрала на месте происшествия 385 пожарных, 22 машинных отделения и 11 автолестниц, четыре из которых были с воздушными лестницами. Второй сигнал тревоги прозвучал в 3:44 утра. и третий — в 3:49 утра, всеобщая тревога (реагируют все доступные подразделения, включая неслужебный персонал) в 4:02 утра. На взаимную помощь из близлежащих отделов было привлечено в общей сложности 49 единиц техники. Пожарные поднялись на соседние здания, чтобы бороться с огнем и спасать гостей, в том числе 12-этажное здание «Карнеги-билдинг», расположенное на аллее шириной 10 футов (3,0 м), и шестиэтажный универмаг Davison-Paxon (позже Macy’s) на противоположной стороне Эллис-стрит.

## Пострадавшие
В тот вечер в отеле было особенно многолюдно по целому ряду причин. Люди со всего штата приехали в Атланту за рождественскими покупками в городе. Другие пришли посмотреть новый хит Дисней — анимационный фильм «Песня Юга», который показывали на другой стороне улицы.
Из 304 гостей, находившихся в отеле в ту ночь, 119 погибли, около 65 получили ранения и около 120 были спасены целыми и невредимыми. Первоначальные владельцы отеля, Вайнкоффы, которые жили в апартаментах отеля, скончались в этих апартаментах. Тридцать два человека погибли среди тех, кто прыгал или падал, пытаясь спуститься по веревкам, сделанным из простыней, связанных вместе, чтобы дотянуться до земли, или до слишком коротких пожарных лестниц. Среди гостей отеля было сорок старшеклассников, приехавших в Атланту по спонсорской программе YMCA штата Джорджия (клубы «Y») для участия в законодательной программе штата «Молодежь в правительстве»., тридцать из них погибли. Студентов в основном поселили по двое в комнатах в задней части отеля, рядом с переулком, где многие окна были закрыты жалюзи для приватности. Обитатели комнат с закрытыми ставнями погибли на всех этажах выше пятого.
Владельцам отеля были предъявлены претензии на сумму от 3 до 4 миллионов долларов (что эквивалентно от 41 до 55 миллионов долларов на сегодняшний день), но общая сумма страховых выплат составила всего около 350 000 долларов (что эквивалентно 4,8 миллионам долларов на сегодняшний день).
Среди погибших были:
- Уильям Флеминг Уайнкофф (76 лет), строитель отеля и его тезка. Он прожил со своей женой 31 год в номере 1011—1012. Он был найден мертвым в соседнем холле.
- Грейс Смит Уайнкофф (76 лет), жена строителя. Она умерла на тротуаре Пичтри-стрит.
- Патриция Энн Гриффин (14 лет), дочь Марвина Гриффина и одна из 40 делегатов второй молодёжной ассамблеи в Капитолии штата Джорджия, которые остановились в «Вайнкоффе». Она задохнулась вместе с другим делегатом и их сопровождающей в комнате 926.
- Кристин Адамс Хинсон (17 лет), дочь Иш Ламара Хинсона-старшего и одна из 40 делегатов второй молодёжной ассамблеи в Капитолии штата Джорджия, которые остановились в отеле «Вайнкофф». Она жила в номере 1430.
- Эрнест Бенедикт Уэзерли (63 года), бывший председатель федерального комитета по мясной промышленности. Он разбился насмерть, выпрыгнув из комнаты 1024.
- Маргарет Уилсон Николс (30 лет). Бывшая Мисс Атланта, занявшая второе место, и известная в прошлом пользующаяся успехом актриса театров «Fox» и «Paramount» в Атланте, штат Джорджия, она погибла, выпав из номера 720 в переулок за отелем.
- Элмер Эндрю Концетт (32 года), лейтенант-коммандер военно-морского флота, пилот бомбардировщика во время Второй мировой войны
- Эшли Джон Бернс (26 лет), внук Уильяма Дж. Бернса. Он задохнулся в номере 1416.
- Борджиа Маккой (58 лет), свекровь вице-консула Великобритании Томаса Болтона. Приехав в город, чтобы помочь с внуком, она задохнулась в номере 724.
- Флоранс Аллен Баггетт (43 года), известный аукционист. Он проживал в номере 1108-1110-1112 со своими двоюродными сестрами Сарой Баггетт Миллер (умерла) и Кэтрин Баггетт Маклафлин (выжила). Кэтрин благополучно спустилась, Сара упала, а Флоранс задохнулся в комнате.
- Нелл Зорн Симс (33 года), президент Клуба деловых и профессиональных женщин в Барнсвилле, Джорджия. Она выбралась из комнаты 1504, соскользнула с карниза и упала с 15 этажа, приземлившись на капот пожарной машины, сломав шею.

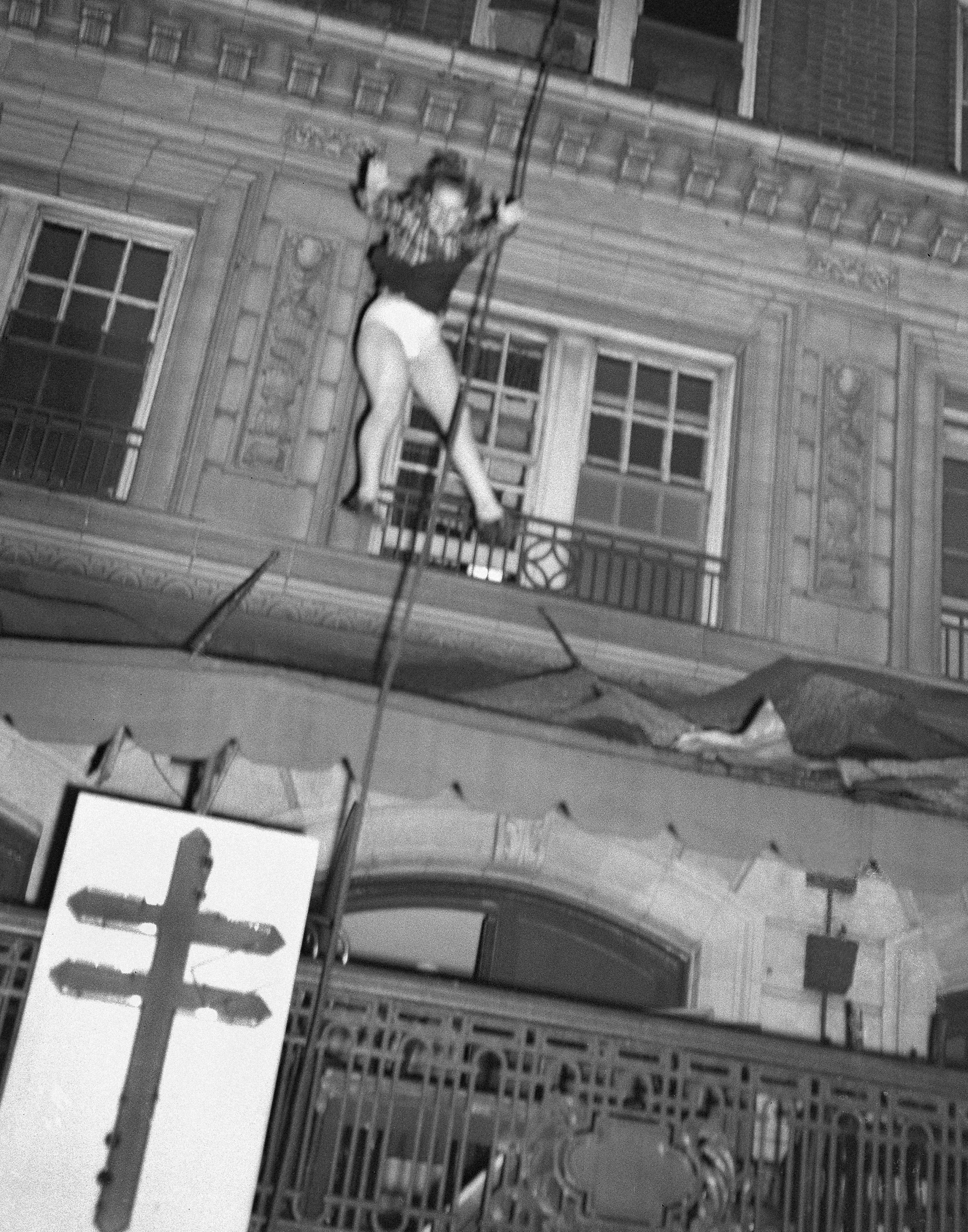
Одна из жертв пожара, Дейзи Маккамбер, выпрыгнула из окна. Она выжила, но получила серьёзные травмы. Эта фотография Арнольда Харди была удостоена Пулитцеровской премии в 1947 году.

## Освещение в прессе
Арнольд Харди, 24-летний аспирант Технологического института Джорджии, в 1947 году получил Пулитцеровскую премию за фотографию, запечатлевшую падение Дейзи Маккамбер из здания при помощи своей последней вспышки. Харди возвращался домой с танцев. Услышав сирены, он позвонил в пожарную службу, чтобы выяснить местонахождение пожара, и отправился на место происшествия. Фотограф Atlanta Journal Джек Янг, страдающий плевритом, поступил в мемориальную больницу Грейди в 3:30 утра 7 декабря. Когда в больницу поступило известие об инциденте с массовыми жертвами, Янг оделся и выехал из больницы на место пожара. Фотографы «Ассошиэйтед Пресс» Руди Фэйрклот и Хорас Корт также прибыли на место происшествия. После пожара Харди появился в офисе АП со своими собственными снимками, три из которых можно было использовать, на одном из которых было запечатлено падение Маккумбер. Агентство AP купило фотографии Харди за 300 долларов. Маккамбер выжила после падения.

## Влияние на противопожарные нормы
Пожар, последовавший за пожаром в отеле «La Salle», оказал серьёзное влияние на строительные нормы и правила. Национальная конференция по предотвращению пожаров была созвана в 1947 году по указанию президента США Гарри С. Трумэна в ответ на пожары в «Ла Саль» и «Вайнкофф». Оба пожара обнажили проблемы, связанные с незащищенными лестничными проемами, которые обеспечивали пути распространения дыма (в случае с отелем «Ла Саль») и огня (в «Вайнкофф»), одновременно препятствуя использованию лестницы для эвакуации. Кодекс поведения при выходе из зданий Национальной ассоциации противопожарной защиты от 1927 года уже устанавливал принципы, требующие использования нескольких защищенных способов выхода, и был дополнительно пересмотрен, чтобы позволить включить этот кодекс в качестве закона. Акцент в проектировании и строительстве зданий был перенесен с защиты собственности — заявление «Вайнкофф» о «полной огнестойкости» на фирменном бланке было точным в той мере, в какой оно касалось конструкции здания, — на защиту жизни, а защита собственности была подчинена этой цели. Губернатор Джорджии Эллис Арнолл отреагировал на узко сформулированное заявление о «несгораемости», заявив:
Общественность обманывают, когда отель рекламируется как «пожаробезопасный», но на самом деле таковым не является. Ответственные агентства должны запретить использование слова «пожаробезопасный», когда отель на самом деле не является пожаробезопасным, как, очевидно, не было в «Вайнкофф».
Огнеупорная конструкция — это термин, возникший в основном в сфере страхования, которое в основном касалось претензий в связи с потерей имущества. «Огнеупорное здание» может выдержать сильный пожар и быть возвращено в эксплуатацию после замены внутренней отделки без полной потери из-за обрушения или повреждения соседних конструкций. Правила поведения при выходе из здания были существенно пересмотрены в 1948 году, чтобы решить вопросы воспламеняемости отделки, обнаружения и предупреждения, а также положения, касающиеся количества людей в здании. Чтобы подчеркнуть его основной акцент, в 1966 году Кодекс поведения при выходе из здания был переименован в Кодекс пожарной безопасности, который получил дальнейшее развитие и новое название — Кодекс безопасности жизнедеятельности.
Пожар в «Вайнкоффе» привел к включению результатов исследований военного времени в области воспламеняемости строительных материалов в нормативные требования и стандарты проектирования, признавая существование очага возгорания как средства распространения огня. В качестве примечательного примера, в котором многократные вспышки способствовали распространению пожара на каждом последующем уровне, был упомянут «Вайнкофф». Пожары в «Ла Саль» и «Вайнкоффе», при которых горючие отделочные материалы представляли серьёзную опасность, привели к внедрению туннельного теста Штайнера, который использовался лабораториями страховщиков для определения относительной пожарной опасности материалов в соответствии со стандартами ASTM-E84 и NFPA-255 с 1958 года.
Пожар в «Вайнкоффе» также спровоцировал дебаты по поводу применения новых правил пожарной безопасности в старых отелях задним числом. До серии пожаров в отелях в 1946 году такое законодательство рассматривалось как неконституционный захват собственности. Новое законодательство позволило обеспечить соблюдение стандартов для существующих зданий в дополнение к новому строительству.

## Мемориалы

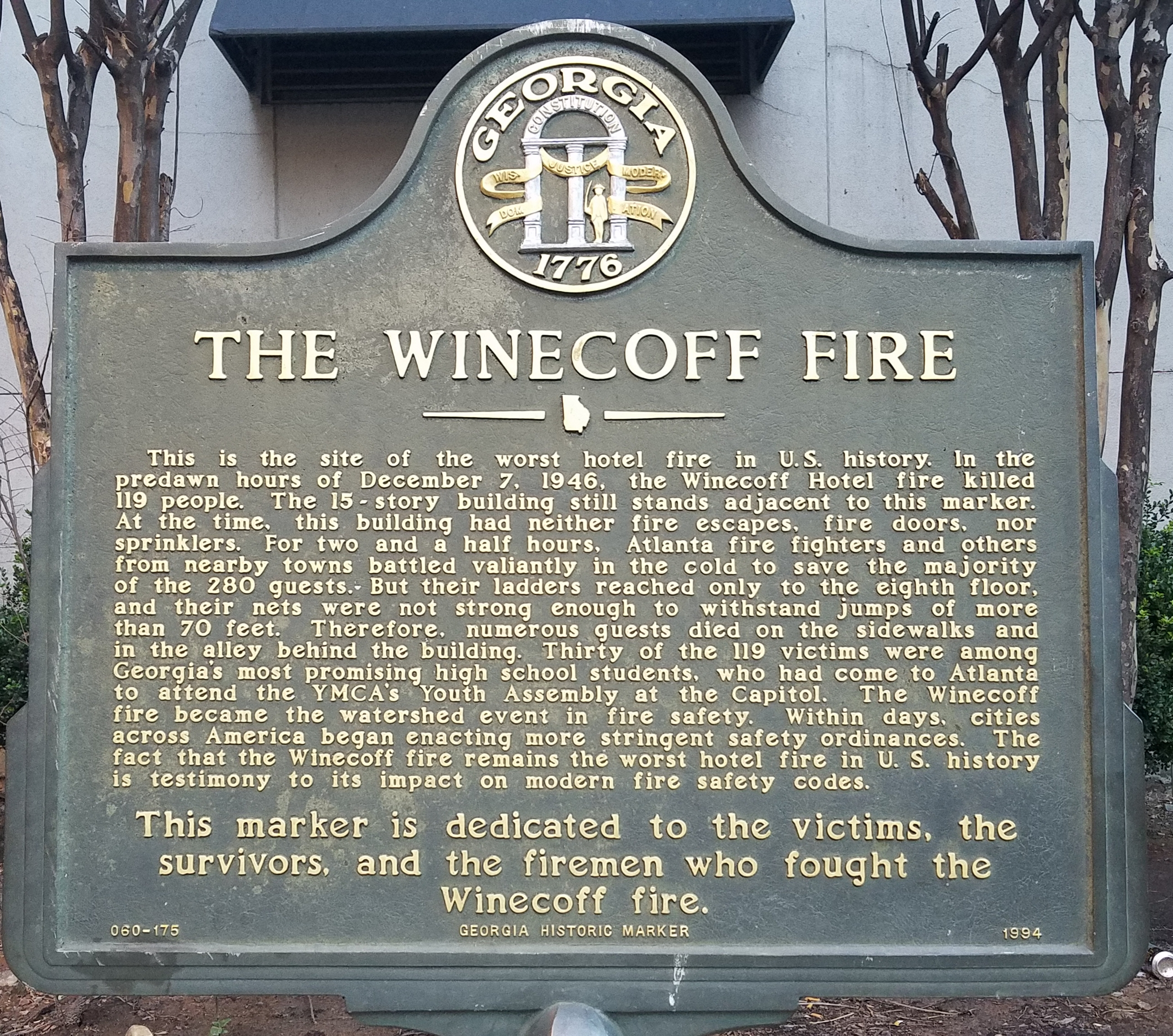
Историческая достопримечательность Джорджии, связанная с пожаром в Вайнкоффе

Родственники и друзья жертв и выживших собрались в Сэнди-Спрингс, чтобы отметить 70-ю годовщину пожара и почтить память погибших.
К югу от отеля стоит исторический памятник, посвященный жертвам, выжившим в пожаре. Надпись гласит: «посвящается жертвам, выжившим в пожаре и пожарным, которые боролись с пожаром в „Вайнкоффе“».
В музее «Миллениум Гейт» на Атлантическом вокзале на лужайке также есть мемориал.

## Читать далее
- Campbell, Steve B. (June 1968). The Great Fire of Atlanta, May 21, 1917. Atlanta Historical Bulletin. 13 (2). Atlanta Historical Society: 8–48 — Atlanta History Center.
- Campbell, Steve B. (December 1969). Holocaust on Peachtree. Atlanta Historical Bulletin. 14 (4). Atlanta Historical Society: 8–25 — Atlanta History Center.